# دون سكوت (سياسي كندي)
دون سكوت هو سياسي كندي، ولد في 5 أغسطس 1948 في كندا. حزبياً، نشط في New Democratic Party of Manitoba ‏.